# The Wild Black Jets
The Wild Black Jets sind eine 1992 von Torsten Gluschke gegründete Rock-’n’-Roll- und Rockabilly-Band aus Bremen.

## Geschichte
The Wild Black Jets haben bisher fünf Alben veröffentlicht, diverse Frankreichtourneen absolviert sowie u. a. in Litauen, Estland, der Schweiz und den Niederlanden Konzerte gegeben. Zusammen mit Alvin Stardust waren sie ab 2004 auf Tour und brachten 2007 einen gemeinsamen Longplayer heraus. Dieser wurde von vielen europäischen Radiosendern gespielt.
Ein richtiger Charterfolg blieb der Band bisher versagt. Zum Jahreswechsel 2008 wurde Dirk Wunderlich (Double Bass) durch Florian Meyer ersetzt. Für Marko Döltz kam der ehemalige Wolfsmond-Schlagzeuger Kai Stellmann zu The Wild Black Jets. Anfang 2008 spielte die Gruppe bei Bremen als Support für Bill Haleys Comets.
Im Jahr 2010 spielte die Band in Bremerhaven im Rahmen der "Sail 2010" auf der Radio Bremen-Bühne als Support für die britische Popband Sailor.
2013 wurde der Drummer Kai Stellmann durch Uli Mahnken von den Red Hot 54 ersetzt. Im Oktober des Jahres nahm die Band an den Dreharbeiten zu dem Kinofilm Rockabilly Requiem teil. Darin spielen die Musiker eine fiktive Band namens Black Jets.
Ein paar Jahre später übernahm Marc Weber das Schlagzeug und Dirk Wunderlich den Kontrabass. Wieder ein paar Jahre später kam Florian Meyer als Bassist zurück. Für einige Auftritte war auch wieder Kai Stellmann am Schlagzeug zu hören.

## Diskografie
- 1998: Rave On and Get Wild!
- 2000: Wild Man’s Boogie
- 2002: We Don’t Care What People Say… Rock’n’Roll Is Here to Stay
- 2007: Rockin’ Train (mit Alvin Stardust)
- 2011: Ready to Rock On!
- 2020: Wolfsmond -versus- The Wild Black Jets: Projekt N Startklar
- 2024: Still Rockin' !  (bonus track featuring Alvin Stardust)